# Blek fiskuv
Blek fiskuv (Ketupa ketupu) är en asiatisk fågel i familjen ugglor, med utbredning från Indien till Indonesien.

## Utseende och läte
Blek fiskuv är en stor (40–48 cm) uggla. Den är dock den minsta bland fiskuvarna. Den skiljer sig tydligt från den större himalayafiskuven genom en mer fint streckad undersida, blekare beigevit till gråvit bandning på vingpennor och stjärt samt kraftigare men mer diffus streckning på hjässa och nacke. Jämfört med brun fiskuv är den djupare rostorange med kraftigare svart streckning och vitt på pannan. Lätet är ett monotont "bup-bup-bup...".

## Utbredning och systematik
Blek fiskuv delas in i fyra underarter med följande utbredning:
- Ketupa ketupu aagaardi – förekommer från södra Assam till södra Thailand och Vietnam
- Ketupa ketupu ketupu – förekommer på Malackahalvön, Riauarkipelagen, Sumatra, Java, Bali, Borneo och Bangka
- Ketupa ketupu minor – förekommer i på ön Nias (utanför nordvästra Sumatra)
- Ketupa ketupu pageli – förekommer på nordvästra Borneo

Underarterna aagardi inkluderas ofta i nominatformen. Arten är stannfågel, dock med ett långväga fynd på Cocosön i Indiska oceanen, över 100 mil från sitt normala utbredningsområde.

## Levnadssätt
Fågeln bebor skogsområden intill rinnande vattendrag och sjöar. Födan består mestadels av fisk, men den tar även grodor, kräftdjur, reptiler, stora vattenlevande insekter, små däggdjur som råttor och möss samt fåglar. Den bygger sitt bo i ett trädhål, i en trädklyka eller i ett gammalt rovfågelbo. Den lägger ägg mellan december och maj, vanligen januari–april men juli–april på Malackahalvön.

## Status och hot
Arten har ett stort utbredningsområde och det finns inga tecken på vare sig några substantiella hot eller att populationen minskar. Utifrån dessa kriterier kategoriserar IUCN arten som livskraftig (LC).

## Namn
Enligt Thomas Horsfield som beskrev arten 1821 kommer det vetenskapliga namnet ketupu från det javanesiska namnet Blo-ketupu för fågeln.